# Georg Bühler
Pour les articles homonymes, voir Bühler.
Johann Georg Bühler, né le 19 juillet 1837 à Borstel et mort le 8 avril 1898 à Lindau, est un indianiste allemand spécialiste des langues et du droit indiens.

## Biographie
Fils du Révérend Johann G. Bühler, il fait ses études secondaires à Hanovre, où il est diplômé de grec et de latin, puis entre en théologie et en philosophie à l'université de Göttingen, où il étudie la philologie classique, le sanskrit, le zend, le persan, l'arménien et l'arabe. En 1858, il obtient son doctorat en langues orientales et en archéologie ; sa thèse est consacrée au suffixe -tês dans la grammaire grecque. La même année, il se rend à Paris pour étudier des manuscrits en sanskrit, et l'année suivante à Londres, où il reste jusqu'en octobre 1862. il consacre principalement cette période à l'étude des manuscrits védiques à l’India Office et à la bibliothèque Bodléienne de l'Université d'Oxford. En Angleterre, il donne des cours privés, puis, à partir de mai 1861, est assistant du bibliothécaire de la reine au château de Windsor.
À l'automne 1862, il est nommé à la bibliothèque de l'université de Göttingen ; il y arrive en novembre. Alors qu'il s'installe, il reçoit par l'intermédiaire de Max Müller une invitation au College de sanskrit de Bénarès. Avant même que cette question soit réglée, il reçoit également, toujours par l'intermédiaire de Müller, une offre pour le poste de professeur de langues orientales à Elphinstone College (en) à Bombay. Bühler répond immédiatement et arrive sur place le 10 février 1863. Le futur indianiste et juriste Kashinath Trimbak Telang y est alors étudiant. L'année suivante, Bühler devient membre de l'université de Bombay et membre de la branche locale de la Royal Asiatic Society. Il reste en Inde jusqu'en 1880. Durant son séjour, il rassemble un nombre remarquable de textes pour le gouvernement indien et les bibliothèques de Berlin, de l'université de Cambridge et de l'université d'Oxford.
En 1878, il publie ses traductions du Paiyalachchhi, le plus vieux dictionnaire de prakrit, avec un glossaire et une traduction. Il est aussi responsable de la traduction de l'Apastamba (en), du Dharmasutra, etc. dans la monumentale compilation de Max Müller, Sacred Books of the East, vols. 2, 14, and 25.
Bühler s’est noyé à Lindau dans le lac de Constance dans des circonstances mystérieuses. La plupart des comptes rendus contemporains ont attribué cette noyade à un accident, mais l’hypothèse d’un suicide motivé par son implication dans un scandale en lien avec les forgeries de son ancien élève Alois Anton Führer a été avancée.

## Publications partielles
- Prakrit dictionary Paiyalacchinamamala ("Beiträge zur kunde der indogermanischen sprachen", Göttingen, 1878.
- Erklärung der Ashokainschriften ("Zeitschrift der deutschen morgenländischen gesellschaft", 1883–1893.
- The roots of the Dhatupatha not found in literature ("Wiener zeitschrift für die kunde des morgenlandes", 1894.
- On the origin of the Kharosthi alphabet (ibid., 1895.
- Digest of Hindu law cases, 1867–1869 ; 1883.
- Panchatantra with English notes ("The Bombay sanscrit series", 1868 ; 1891.
- Apastambiya Dharmasutra, 1868–1871 ; 1892–1894.
- Catalogue of Sanskrit manuscripts from Gujarat (4 vol., 1871–1873.
- Dachakumaracharita, with English notes ("Sanscrit series" no., 10, 1873, 1887 ; II, avec P. Peterson.
- Vikramankacharita with an introduction, 1875.
- Detailed report of a tour in Kashmir, 1877.
- Sacred laws of the Aryas (I, 1879; II, 1883; vols. 2 and, 14, "The Sacred Books of the East".
- Third book of sanscrit, 1877 ; 1888.
- Leitfaden für den elementarcursus des Sanskrit, 1883.
- Inscriptions from the caves of the Bombay presidency ("Archaeological reports of Western India", 1883.
- Paleographic remarks on the Horrinzi palmleaf manuscript ("Anecdota oxoniensia", 1884.
- The laws of Manu translated ("The Sacred Books of the East", vol. 25, 1886.
- Translation of the Dhauli and Jaugada versions of the Ashoka edicts ("Archeological reports of Southern India", vol. I, 1887)

### Schriften der Wiener Akademie der Wissenschaften
- Über eine sammlung von Sanskrit- und prakrit-handschriften, 1881.
- Über das zeitalter des kashmirischen dichters Somadeva, 1885.
- Über eine inschrift des königs Dharasena von Valabhi, 1886.
- Über eine neue inschrift des Gurjara königs Dadda II, 1887.
- Über eine Sendrakainschrift
- Über die indische sekte der Yainas
- Über das Navasahasankacharita des Padmagupta, 1888, with Th. Zachariae.
- Über das Sukrtasamkirtana des Arisimha, 1889.
- Die indischen inschriften und das alter der indischen kunstpoesie, 1890.
- Indian studies : I. The Jagaducarita of Sarvananda, a historical romance from Gujarat, 1892); II. Contributions to the history of the Mahabharata (with J. Kirste); III. On the origin of the Brahmi alphabet, 1895.